# Suure-Kambja
Suure-Kambja är en ort i Estland. Den ligger i Kambja kommun och landskapet Tartumaa, i den södra delen av landet, 180 km sydost om huvudstaden Tallinn. Suure-Kambja ligger 74 meter över havet och antalet invånare är 722.
Terrängen runt Suure-Kambja är platt. Runt Suure-Kambja är det mycket glesbefolkat, med 7 invånare per kvadratkilometer. Närmaste större samhälle är Dorpat, 17,8 km norr om Suure-Kambja. I omgivningarna runt Suure-Kambja växer i huvudsak blandskog.